# ノイ!
ノイ!（NEU!）は、1971年に旧西ドイツでクラウス・ディンガー（ドラム）とミヒャエル・ローター（ギター）によって結成されたロック・バンド。機械的な8つ打ちのバスドラム（ハンマービートやモータリックと呼ばれた。ディンガーはアパッチ・ビートと呼んでいる）を大胆に用いて注目された。「ノイ（Neu）」とはドイツ語で「新しい」という意味。
正しい表記は大文字・エクスクラメーションマークつきの「NEU!」であり、ポップアート的な意匠─シンボルマークを意図している。エレクトロ・ポップはもちろん、セックス・ピストルズ、デヴィッド・ボウイ、ゲイリー・ニューマン、ウルトラヴォックス、シンプル・マインズなど、パンクやニュー・ウェイヴのミュージシャンたちに大きな影響を与えた。

## 歴史
クラウス・ディンガーとミヒャエル・ローターは、クラフトワーク（ラルフ・ヒュッターとフローリアン・シュナイダーによるバンド）の雇われメンバーとして出会った。クラウス・ディンガーはアルバム『クラフトワーク』（1971年）制作中にドラマーとして雇われ、同アルバムの完成に貢献した。その後、クラフトワークにミヒャエル・ローターが雇用されたが、学業の関係でリーダー格のラルフ・ヒュッターがバンドを脱退。残された3人はアルバム制作を試みたがうまくいかず、6ヶ月後にクラウス・ディンガーとミヒャエル・ローターのふたりが脱退し、新たにノイ!を始めることにした。その後、クラフトワークにはラルフ・ヒュッターが復帰し、それから後の華々しい成功についてはよく知られている。
ノイ!のファースト・アルバム『ノイ!』（1972年）は当時わずか3万枚しか売れなかったとされている。しかし現在ではデヴィッド・ボウイ、ブライアン・イーノ、トム・ヨーク（レディオヘッド）らを含む有力なミュージシャンたちによって傑作と評されている。代表作「ハロガロ (Hallogallo)」を収録している。
セカンド・アルバム『ノイ!2』（1973年）は、制作費が足りず、アルバム半分の曲しか録音できなかったため、すでにリリースしたシングルのバリエーション（このアルバムにも収録されている「Neuschnee」と「Super」）の回転数を変えたり音をひずませたりしたものでアルバムの残りを埋めている。これは後年のリミックスの先駆的な試みとも評価されている。
クラウス・ディンガーとミヒャエル・ローターの音楽性は非常に異なっていたため、サード・アルバム『ノイ!75』（1975年）をもって1970年代の2人のコンビネーションは終了した。同アルバムのA面はローターのアンビエント的なサイドであり、B面がディンガーのパンク的サイドである。このアルバムにはトマス・ディンガー（クラウスの弟）とハンス・ランペ（コニー・プランクの元助手）が参加しており、のちにローターを除いた同じメンバーによって、ラ・デュッセルドルフが結成された。

## 解散後
- 1995年、CD『ノイ!4』が日本のキャプテン・トリップ・レコーズから発売された。 1985年から1986年にかけて、クラウス・ディンガーとミヒャエル・ローターがノイ!再結成を期して行ったセッションによるものである。ディンガーが勝手にリリースしたこともあり、この発売をローターは認めていない。
- 1996年、クラウス・ディンガーはラ!ノイ?を結成して来日。ライブではラ・デュッセルドルフの曲「CHA CHA 2000」を一時間半にわたって演奏した。
- 2008年、クラウス・ディンガーが3月21日、心不全のため他界。61歳。
- 2010年、『ノイ!4』をローターが再編集した正規版アルバム『ノイ!86』をリリース。

## メンバー
- クラウス・ディンガー (Klaus Dinger) - ボーカル、ドラム、ギター、キーボード、琴、パーカッション (1971年-1975年、1985年-1986年) ※2008年死去
- ミヒャエル・ローター (Michael Rother) - ギター、ベース、キーボード (1971年-1975年、1985年-1986年)
- エーベルハルト・クラネマン (Eberhard Kranemann) - ベース、スライド・ギター (1972年)
- ウリ・トレプテ (Uli Trepte) - ベース (1972年) ※2009年死去
- トマス・ディンガー (Thomas Dinger) - ドラム (1975年) ※2002年死去
- ハンス・ランペ (Hans Lampe) - ドラム (1975年)
- コンラート・マチュー (Konrad Mathieu) - ベース (1985年-1986年)
- ゲオルク・セッセンハウゼン (Georg Sessenhausen) - ドラム (1985年-1986年)

## ディスコグラフィ

### スタジオ・アルバム
| 年   | タイトル                                                                   | 備考                        |
| ---- | -------------------------------------------------------------------------- | --------------------------- |
| 1972 | ノイ! Neu! - レーベル : ブレイン・レコード                                 |                             |
| 1973 | ノイ!2 Neu!2 - レーベル : ブレイン・レコード                               |                             |
| 1975 | ノイ!75 Neu!'75 - レーベル : ブレイン・レコード                            |                             |
| 2010 | ノイ!86 Neu!'86 - リリース日 : 2010年8月16日 - レーベル : Grönland Records | - 『Neu!4』の再リリース版。 |

### シングル
- "Super"/"Neuschnee" (1972年、Brain Records)
- "Isi"/"After Eight" (1975年、United Artists Records)
- "Crazy"/"Euphoria" (2010年、Grönland Records)